# Список млекопитающих, занесённых в Красную книгу Москвы
В списке указаны все млекопитающие, вошедшие в Красную книгу Москвы, по состоянию на 2013 год.
Категории имеют следующие обозначения:
0 — вероятно исчезнувшие
1 — исчезающие виды
2 — редкие и малочисленные виды
3 — уязвимые виды
4 — виды неопределённого статуса
5 — восстанавливаемые или восстанавливающиеся виды
| №  | Латинское название                            | Русское название    | Изображение | Кат.             | Округа                                          | Встречается в Москве |
| -- | --------------------------------------------- | ------------------- | ----------- | ---------------- | ----------------------------------------------- | --- |
| 1  | Sicista betulina                              | Лесная мышовка      |             | 4                | ВАО                                             | Лосиный Остров, Измайловский парк |
| 2  | Muscardinus avellanarius                      | Орешниковая соня    |             | 1                | ВАО, ЮЗАО                                       | Лосиный Остров, Измайловский парк, Битцевский лес |
| 3  | Arvicola amphibius [syn. Arvicola terrestris] | Водяная полёвка     |             | 3                |                                                 | |
| 4  | Lepus timidus                                 | Заяц-беляк          |             | 3                | ЗАО, САО, ВАО, ЮАО, СЗАО, СВАО, ЮЗАО, ЮВАО      | Лесная опытная дача, ГБС, Лосиный Остров, Измайловский парк, Кузьминский лесопарк, Бирюлёвский лесопарк, Битцевский лес, Серебряноборское лесничество, Алёшкинский лес |
| 5  | Lepus europaeus                               | Заяц-русак          |             | 2                | ЗАО, ВАО, ЮАО, СЗАО, СВАО, ЮЗАО                 | Братеевская пойма, долина р. Язвенки, Бирюлёвский лесопарк, Битцевский лес, долина р. Очаковки, долина р. Сетуни, долина р. Раменки, Крылатские холмы, Черепково, Мнёвниковская пойма, Сходненская чаша, Куркино, Молжаниновский район, Северный, Косино-Ухтомский, Южное Бутово, Митино |
| 6  | Erinaceus europaeus                           | Обыкновенный ёж     |             | 2                | ЦАО, ЗАО, САО, ВАО, ЮАО, СЗАО, СВАО, ЮЗАО, ЮВАО | Лосиный Остров, Кузьминский лесопарк, Терлецкий парк, Бирюлёвский лесопарк, Битцевский лес, Теплостанский лесопарк, Воробьёвы горы, Серебряноборское лесничество, Серебряный Бор, Щукинский полуостров, ГБС, Тимирязевский парк, Ухтомский, Троице-Лыково, Ларино                        |
| 7  | Neomys fodiens                                | Обыкновенная кутора |             | 1                | ЗАО, ВАО                                        | Лосиный Остров, Измайловский парк, Фили-Кунцевский лесопарк, Крылатская пойма |
| 8  | Myotis daubentonii                            | Водяная ночница     |             | 4                | ЦАО, ЗАО, ЮВАО                                  | Лефортовский парк, Нескучный сад, Воробьёвы горы |
| 9  | Vespertilio murinus                           | Двухцветный кожан   |             | 4                | ЦАО, ЗАО, САО, ВАО, ЮАО, СЗАО, СВАО, ЮЗАО, ЮВАО | Лефортовский парк, Нескучный сад, Воробьёвы горы, Садовое кольцо, Северное Бутово |
| 10 | Pipistrellus nathusii                         | Лесной нетопырь     |             | 1                | ЗАО, ВАО                                        | Лосиный Остров, Серебряноборское лесничество |
| 11 | Myotis brandtii                               | Ночница Брандта     |             | 4                | ЗАО, ВАО, ЮВАО                                  | Лефортовский парк, Воробьёвы горы, Лосиный Остров |
| 12 | Plecotus auritus                              | Бурый ушан          |             | 4                | ЗАО, ВАО, ЮВАО                                  | Лосиный Остров, Лефортовский парк, Воробьёвы горы |
| 13 | Nyctalus noctula                              | Рыжая вечерница     |             | 2                | ЗАО, ВАО, ЮЗАО                                  | Лосиный Остров, Измайловский парк, Знаменское-Садки, Фили-Кунцевский лесопарк, Крылатские холмы |
| 14 | Mustela erminea                               | Горностай           |             | 1                | ЗАО, ЮАО, СЗАО, ЮЗАО                            | Братеевская пойма, долина р. Язвенки, Тропарёвский лесопарк, Крылатская пойма, Мнёвниковская пойма, долина р. Сходни в Митине, парк Царицыно |
| 15 | Mustela nivalis                               | Ласка               |             | 3                | ЗАО, САО, ВАО, СЗАО, СВАО, ЮЗАО                 | Алёшкинский лес, долина р. Братовки, Теплостанский лесопарк, долина р. Очаковки, Измайловский парк, Лосиный Остров, Сходненская чаша, долина р. Сетуни, Воробьёвы горы, ГБС, Лесная опытная дача, Алтуфьевский лесопарк                                                                  |
| 16 | Mustela putorius                              | Лесной хорёк        |             | 1                | ЗАО, ВАО, СЗАО                                  | Братеевская пойма, Крылатская пойма, Косинские озёра, долина р. Сходни в Митине |
| 17 | Meles meles                                   | Барсук              |             | 3                | ТиНАО                                           | |
| 18 | Martes foina                                  | Каменная куница     |             | 1                |                                                 | |
| 19 | Martes martes                                 | Лесная куница       |             | 2 (гор.) 3 (пр.) |                                                 | Измайловский парк, Долгие пруды, Крюковский лесопарк, Битцевский парк, Тёплый Стан, Покровское-Стрешнёво, Кузьминки-Люблино, Косинский лесопарк |